# Noam Leandri
Pour les articles homonymes, voir Leandri.
Noam Leandri, né le 2 mars 1981 à Paris, est un économiste et dirigeant associatif français.

## Biographie

### Origines et études
Noam Leandri est fils d’instituteurs. Il a grandi essentiellement dans le Val-de-Marne et a passé son baccalauréat à Cayenne en 1999. Après une classe préparatoire au lycée Turgot (Paris), il intègre en 2001 l’Ecole nationale de la statistique et de l’analyse de l’information (Ensai) près de Rennes. Il poursuit ses études d’économie à université Paris 1 Panthéon Sorbonne puis à Sciences Po Paris où il conduit alors le premier testing scientifique sur les discriminations à l’embauche avec le professeur Yannick L’Horty. 

### Carrière professionnelle
Economiste-statisticien de l’Insee, il commence sa carrière en 2003 au ministère des Finances puis il intègre le cycle de préparation à l’Ena qui le mène en 2008 à l’inspection générale de la Banque de France.
En avril 2014, il entre au cabinet de Silvia Pinel, au ministère du logement et de l’égalité des territoires, en tant que conseiller budgétaire et social, où il contribue au plan de relance du logement. Il rejoint ensuite Ségolène Royal au ministère de l’énergie et de l’écologie comme conseiller budgétaire, finance verte et prix du carbone. Il occupe en même temps le poste de conseiller budgétaire de Barbara Pompili, secrétaire d’État à la biodiversité.
En novembre 2016, il est nommé secrétaire général de l’ADEME,. Poste qu’il occupe 7 années pendant lesquelles il déploie le plan de relance COVID, le plan d’investissement France 2030, et transforme aussi l’agence en laboratoire de sobriété écologique. 
En septembre 2023, il rejoint la Cour des comptes en qualité de conseiller référendaire en service extraordinaire.

### Responsabilités associatives
Fortement engagé dans le militantisme associatif, Noam Leandri est élu en 2011 au Comité central de la Ligue des droits de l’Homme (France). Il participe alors à une enquête de la Fédération internationale des droits de l’Homme sur l’accaparement des terres par le groupe Bolloré au Cambodge.
En 2012, il devient président de l’Observatoire des inégalités après en avoir été secrétaire général.
Peu de temps avant les élections présidentielles 2022, il fonde le think tank le Sens du service public avec 14 fonctionnaires afin de valoriser l’engagement des fonctionnaires, notamment pendant le COVID.
Depuis septembre 2022,, il préside le Collectif ALERTE qui réunit 35 associations de solidarité parmi lesquelles Action contre la faim, ATD Quart monde, Emmaüs, Médecins du Monde, la fondation Abbé Pierre, la Fédération des acteurs des solidarités ou encore l’Unaf. A ce titre, il siège au Conseil national de la Refondation convoqué par le président Emmanuel Macron et au Conseil national de la lutte contre l’exclusion.

## Vie publique

### Expériences politique
Porte-parole de Matthieu Orphelin pendant la campagne des régionales 2021 en Pays-de-la-Loire, il avait été suppléant d’un candidat PS aux élections départementales dans le Val-de-Marne en 2015 et en position non-éligible sur une liste Verts-communistes aux municipales à Nogent-sur-Marne (94) en 2008.
Il lance en septembre 2024 une « coopérative politique » pour préparer un projet municipal pour Angers en vue des élections de 2026,.

### Prises de position
Dans une tribune parue en 2019, il plaide avec Louis Maurin pour un revenu minimum unique qui sortirait cinq millions de personnes de la grande pauvreté.
Il est cité par Matthieu Aron dans son livre Les Infiltrés (2022) sur l’usage injustifié du cabinet de conseil McKinsey par l’Etat.
En 2023, il lance une tribune avec Marylise Léon et Sophie Binet pour s’opposer à la loi Plein emploi qui conditionne le RSA à 15h d’activité.

## Publications
- La finance verte (2021) avec Julie Ansidei, éditions La Découverte[26],[27]
- Inégalités et discriminations : questions de mesure (2013), Economie et statistiques, Insee[28]
- Are Young French Job Seekers of Ethnic Immigrant Origin Discriminated Against? A Controlled Experiment in the Paris Area (2010), avec Yannick L’Horty, Emmanuel Duguet et Pascale Petit, Annals of Economics and Statistics[29]
- La flexibilité du travail en France (2010), Ed. Universitaires Européennes[30]